# Trentepohlia perpendicularis
Trentepohlia perpendicularis är en tvåvingeart som beskrevs av Alexander 1956. Trentepohlia perpendicularis ingår i släktet Trentepohlia och familjen småharkrankar. Inga underarter finns listade i Catalogue of Life.